# Nössemark
Nössemark is een plaats in de gemeente Dals-Ed in het landschap Dalsland en de provincie Västra Götalands län in Zweden. De plaats heeft 67 inwoners (2005) en een oppervlakte van 49 hectare.

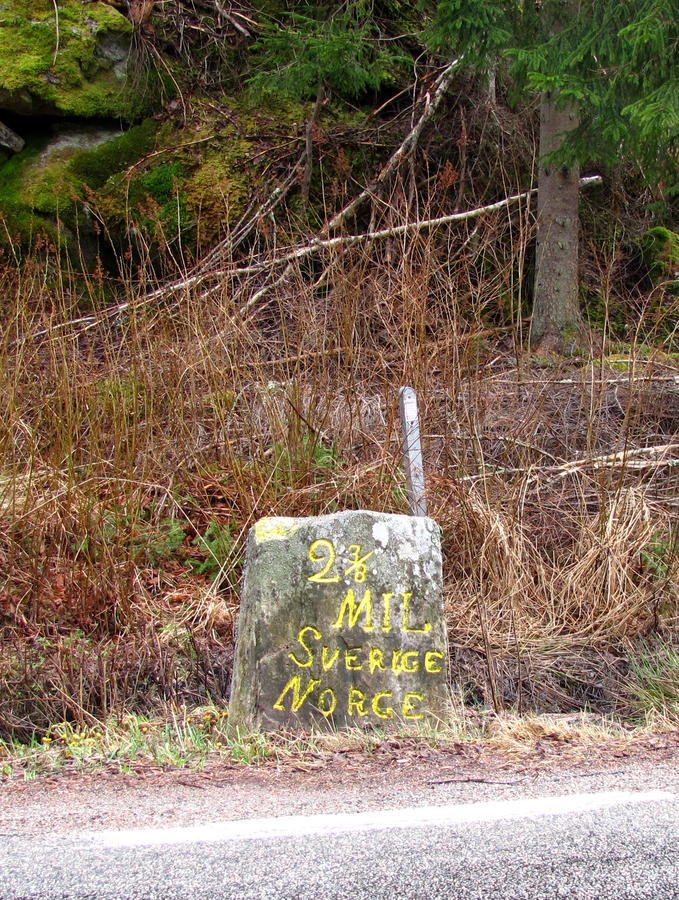
Oude grenssteen aan de Noors-Zweedse grens tussen Bjørkebekk in Noorwegen en Stommen in Dals-Ed